# Emmingen-Liptingen
Emmingen-Liptingen è un comune tedesco di 4 819 abitanti,, situato nel land del Baden-Württemberg.

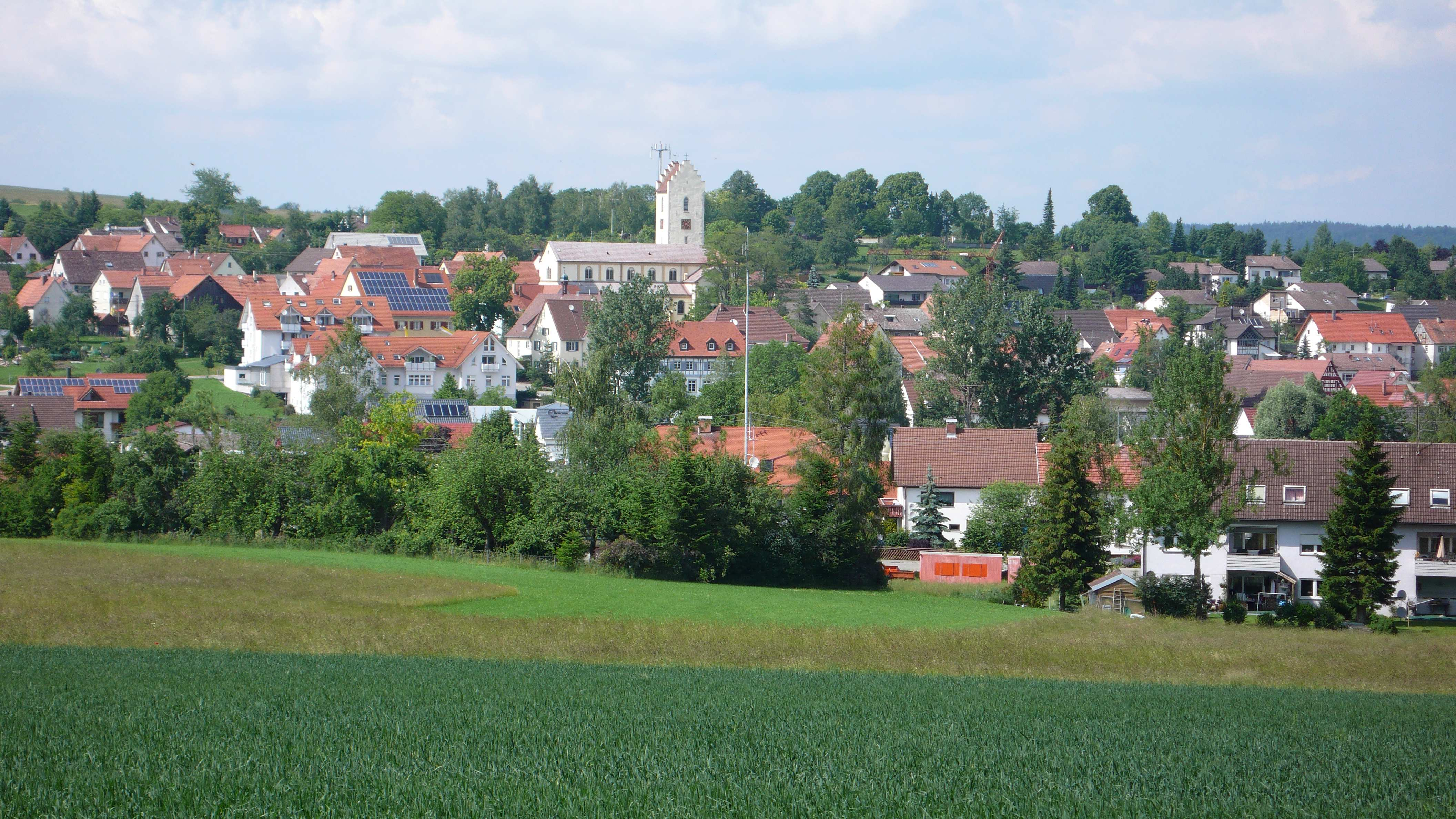
Emmingen-Liptingen